# Nokia E5
Le Nokia E5 est un smartphone de Nokia. Il a été annoncé le 13 avril 2010 et est disponible depuis le 3e trimestre 2010. Il a une autonomie annoncée de 18 h 30 en communications et de 29 jours en veille. Il inclut un appareil photo de 5 mégaPixels. Il est disponible sous 5 coloris (noir, blanc, gris, bleu et marron). Il comporte de nombreuses fonctionnalités adaptés aux réseaux sociaux (Nokia Messaging inclus, Ovi Chat, etc.).

## Caractéristiques
- Système d'exploitation Symbian OS S60 3rdEdition, Feature Pack 2
- Écran de 2,4 pouces de définition 320 × 240 pixels (QVGA) et 65 000 couleurs
- Batterie de 1 320 mAh qui assurera une autonomie de 18,5 heures en communication GSM, 29 jours en veille
- Appareil photo numérique de 5 mégaPixels
- Bluetooth 2.0
- A-GPS
- DAS : 0,88 W/kg.